# Kunsthalle im Lipsius-Bau

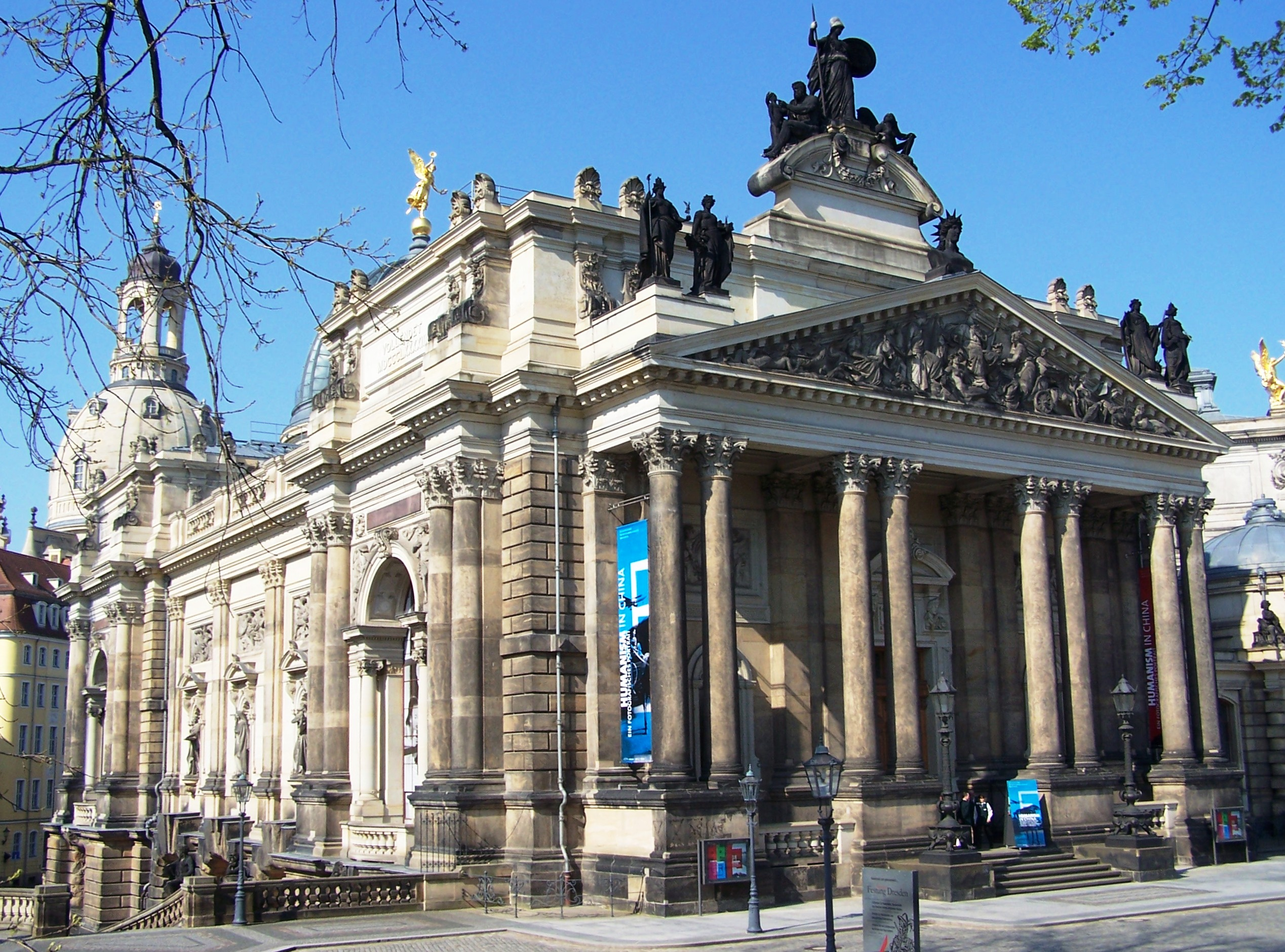
Kunsthalle im Lipsius-Bau

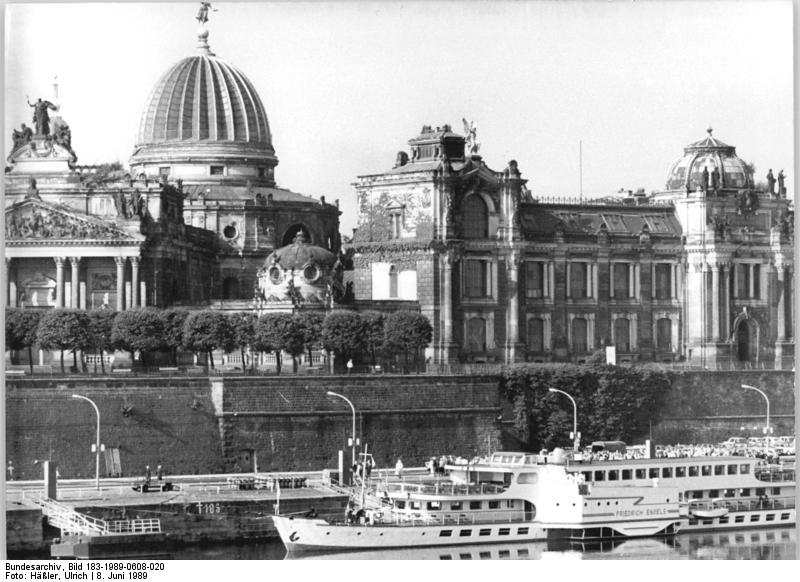
Bundesarchiv: Lipsius-Bau (1989)

De Kunsthalle im Lipsius-Bau is een tentoonstellingsruimte voor hedendaagse kunst in de Lipsius-Bau, gelegen tussen
Brühlsche Terrasse en de Frauenkirche in de Saksische hoofdstad Dresden. De kunsthal maakt deel uit van de Staatliche Kunstsammlungen Dresden.

## Geschiedenis
Het neorenaissance gebouw van 1887-1894 met een timpaan en frontaal is genoemd naar de architect Constantin Lipsius.
Naast de kunsthal biedt het gebouw onderdak aan de Hochschule für Bildenden Künste Dresden, waarvan de grote glazen koepel door de bewoners van Dresden de Zitronenpresse wordt genoemd.
Tot 1945 was de tentoonstellingsruimte in gebruik bij de Saksische Kunstverein. Zo werd in 1905 een eerste expositie georganiseerd voor de kunstenaarsgroepering Die Brücke.

## Na 1945
Het gebouw werd in 1945 beschadigd bij het bombardement op Dresden en bleef daarna grotendeels ongebruikt. Pas in 2005 werd de kunsthal na een grondige renovatie, waarbij veel schade zichtbaar bleef, weer voor het publiek geopend.